# 後藤寅市
後藤 寅市（ごとう とらいち、1902年9月27日 - 1971年9月16日）は、北海点字図書館の創設者。後藤健市は孫。

## 生涯
1902年（明治35年）9月27日、新潟県西蒲原郡岩室村（現・新潟市）に生まれる。3歳の時遊びの最中に誤って転倒し、視力のほとんどを失う。大正2年の秋、北海道へ移住。釧路国音別の市街地に居住。大正6年小樽盲唖学校に入学し、点字を知り、本を読む喜びを知る。大正9年小樽盲唖学校から官立東京盲学校（旧・東京盲唖学校）、現・筑波大学附属視覚特別支援学校）鍼按科に進学。東京盲学校在籍時に図書室で点字図書と出会い「くめども尽きない知識の泉」と表現するほどの感銘を受けると共に当時の視覚障害者たちが知識や情報を得ることの難しさを実感する。
1924年（大正13年）、結婚。東京盲学校師範科鍼按科を中退して、故郷の北海道・音別で、はり・あんま・マッサージの治療院を開業。1930年十勝国帯広町へ移住、自宅にて後藤治療院を開業。1931年、十勝盲人会を、また戦後の1947年、北海道盲人連盟を結成。理事長となりアメリカ占領軍が出した、あんま・鍼灸の廃止命令に対する鍼灸存続運動にまい進する。
1947年、北海道盲人連盟を結成。
1948年、札幌で開かれた「ヘレン・ケラー女史歓迎全道盲人大会」をきっかけに、盲人福祉センターの建設と点字図書館の設立が決議される。
1949年、帯広の自宅を開放して、日本ライトハウス（大阪市)、日本点字図書館（新宿区）に続く日本で3番目となる点字図書館として「北海点字図書館」を開設、館長となる。
1952年、点字図書館落成。1964年、テープライブラリーを開設。1965年、テープ月刊誌「北海ジャーナル」「詩吟教室」を発刊。同年、盲人業者の協同治療施設として盲人ホームも開設した。生涯と業績については「人と業績』（川野楠己著日本盲人福祉研究会）に記されている。
1971年9月16日逝去、享年68。

## 栄典
- 1955年　北海道知事表彰
- 1956年　厚生大臣表彰
- 1966年　岩橋武夫賞
- 1971年　勲四等瑞宝章